# Yakety yak
Yaketi yak is een single van The Coasters. Het lied is geschreven door hun producersduo Jerry Leiber en Mike Stoller. Het liedje gaat over de afkeer (yaketi yak) die adolescenten hebben voor huishoudelijke klusjes, die aan hen worden opgedragen door de ouders. Ook de visie van de ouders ontbreekt niet (Don’t talk back). De beginregels laten duidelijk zien waar het om gaat:
Take out the papers and the trash
Or you don't get no spendin' cash
If you don't scrub that kitchen floor
You ain't gonna rock and roll no more
Yakety yak (don't talk back)
The Coasters zongen het met een andere ondertoon, de visie van blanke jongeman op het idee dat gekleurde personen hadden van het blanke burgerbestaan. De scheurende saxofoonsolo was van King Curtis. Opnamen vonden plaats in de Atlantic Recording Studios in New York.
Het nummer kreeg een aantal volgers:
- Yakety yak (Bomb Iraq) door Vince Vance & The Valiants
- Yakkity yak; een televisieserie op Nickelodeon
- Yakety yak!, titel van een kinderboek
- Yakety sax, parodie

## Hitnotering
The Coasters haalden de top 10 van de Amerikaanse hitlijst Billboard Hot 100, al was het maar voor één week op plaats zeven. Ze stond ook maar zeven weken genoteerd. Het plaatje was net zo snel weer uit de lijst, als dat ze erin stond. Ze voerden wel een aantal weken de Rhythm and Blues-lijst aan en ook de Top 100 (deellijsten).
In het Verenigd Koninkrijk stond het plaatje acht weken genoteerd in de top 50, hoogste plaats was twaalf.
Nederland en België hadden nog geen hitparade, maar in de lijst van Muziek Expres stond het een maand lang (november 1958) op de twaalfde plaats (Muziekexpres hanteerde maandlijsten).

### NPO Radio 2 Top 2000
| Nummer met noteringen in de NPO Radio 2 Top 2000 | '99  | '00  |
| ------------------------------------------------ | ---- | ---- |
| Yakety yak                                       | 1967 | 1915 |

1. ↑  Een vetgedrukt getal geeft de hoogste notering aan.
2. ↑  Deze tabel is bijgewerkt tot en met de meest recente editie (2024).